# Pankruschicha
Pankruschicha (russisch Панкруши́ха) ist ein Dorf (selo) in der Region Altai (Russland) mit 4916 Einwohnern (Stand 14. Oktober 2010).

## Geographie
Der Ort liegt gut 230 km Luftlinie westnordwestlich des Regionsverwaltungszentrums Barnaul und 65 km westlich der Stadt Kamen am Ob am Südrand des „Burla-Bandwaldes“ (Burlinski lentotschny bor), eines um 10 km breiten Kiefernwaldmassivs, das sich von linken Ufer des Ob südwestlich von Ordynskoje in der benachbarten Oblast Nowosibirsk über fast 120 km geradlinig bis westlich von Pankruschicha erstreckt. Pankruschicha befindet sich am linken Ufer der Burla bei der Einmündung ihres linken Zuflusses Panschicha.
Pankruschicha ist Verwaltungssitz des Rajons Pankruschichinski sowie Sitz der Landgemeinde Pankruschichinski selsowet, zu der neben dem Dorf Pankruschicha noch die Siedlung Saretschny gehört.

## Geschichte
Das Dorf wurde 1759 gegründet. Seit 1924 ist Pankruschicha Zentrum eines Rajons.

### Bevölkerungsentwicklung
| Jahr | Einwohner |
| ---- | --------- |
| 1939 | 3647      |
| 1959 | 4444      |
| 1970 | 4506      |
| 1979 | 4862      |
| 1989 | 4983      |
| 2002 | 5201      |
| 2010 | 4916      |

Anmerkung: Volkszählungsdaten

## Verkehr
Pankruschicha liegt an der Straße, die Kruticha an der Regionalstraße R380, die von Barnaul dem linken Ufer des Ob über Kamen am Ob nach Nowosibirsk folgt, mit dem westlich benachbarten Rajonzentrum Chabary an der Straße Slawgorod – Krasnosjorski verbindet. 10 km südwestlich des Ortes befindet sich die Bahnstation Pankruschicha bei Kilometer 525 der Eisenbahnstrecke Omsk – Karassuk – Srednesibirskaja (nördlich von Barnaul), der „Mittelsibirischen Magistrale“, die Anfang der 1960er-Jahre zur Entlastung der Transsibirischen Eisenbahn errichtet wurde.